# شارع الأشرف (القاهرة)
شارع الأشرف نسبة إلى الملك الأشرف صلاح الدين خليل بن قلاوون أو شارع الأشراف أو طريق آل البيت نسبة إلى أل بيت النبي محمد ﷺ، هو اسم طريق في القاهرة القديمة بمصر يضم مقابر وأضرحة عدد من أهل البيت المدفونين بمصر. وقد قامت الحكومة المصرية في الآونة الأخير ببدء تجديد وترميم هذا الطريق ويعتقد الكثيرون أن هذا الطريق من الممكن أن يصبح من أهم عناصر الجذب السياحي بمصر.
ويطلق لفظ طريق آل البيت أحيانا من قبل المصريين ليدل على مقامات أهل البيت في القاهرة بصفة عامة.
يبدأ الطريق من منطقة فم الخليج حيث مشهد زين العابدين الذي يضم رأس زيد بن علي على بعض الاقوال أو كان منزل علي زين العابدين في مصر عندما جاء ليزور عمته زينب بنت علي على رواية المصريين.
وينتهي الطريق بمشهد السيدة زينب بالقاهرة.

## قائمة المشاهد في طريق آل البيت
- مشهد زين العابدين
- مشهد السيدة نفيسة
- مشهد ابن سيرين
- مشهد رقية بنت علي
- قبة الجعفري
- مشهد سكينة بنت الحسين
- مشهد السيدة زينب بالقاهرة

## قائمة مشاهد لأهل البيت في القاهرة
وهي مشاهد أيضا لأهل البيت ولكنها خارج طريق أهل البيت
- مشهد القاسم الطيب بن محمد المأمون بن جعفر الصادق.
- مشهد فاطمة النبوية بالدرب الأحمر.
- مشهد عائشة بنت جعفر الصادق بمنطقة السيدة عائشة.
- مشهد يحيى الشبيه بن القاسم الطيب.
- مشهد كلثم بنت القاسم الطيب.
- مشهد الإمام الحسين بالقاهرة.
- مشهد فاطمة بنت محمد الباقر أو ما يسمى بأم الغلام بمنطقة الحسين.

## وصلات خارجية
- منظر لمنطقة الاشراف